# Test 3D dell'antisemitismo
Le 3D dell'antisemitismo sono un insieme di criteri utilizzati per distinguere fra una critica legittima su Israele e una critica illegittima ed antisemita. Le tre D sono Delegittimazione, Demonizzazione e Doppi standard.
È stato sviluppato da Natan Sharansky, attuale presidente dell'Agenzia ebraica e pubblicato su Jewish Political Studies Review nel 2004.
Il test serve come strumento concettuale per tentare di definire i limiti tra la legittima critica allo Stato di Israele, le sue azioni e le sue politiche, e le critiche allo Stato di Israele dalle caratteristiche antisemite.
Il professor Irwin Cotler, uno dei principali studiosi dei diritti umani, ha detto in proposito che «dobbiamo stabilire alcune linee di confine oltre le quali [la critica su Israele] supera i limiti, perché io sono uno di quelli che credono fortemente non solo nella libertà di parola, ma anche nel dibattito rigoroso, nella discussione, nella dialettica, e così via. Se si dice con troppa leggerezza che tutto è antisemita, allora non c'è nulla di antisemita, e non siamo più in grado di fare distinzioni».
Il test 3D respinge l'argomento secondo cui «Ogni critica verso lo Stato di Israele è da considerarsi antisemitica, perciò la critica legittima è zittita e ignorata». Il test è stato adottato dal Dipartimento di Stato degli Stati Uniti d'America. È stato criticato in quanto mancante «di sufficiente rigore per essere applicato senza modifiche per scopi accademici o governativi».

## Concetti base
La teoria si può applicare a molte situazioni differenti, specie nell'antisemitismo non classico, più sottile e difficile da riconoscere, che si dissimula sotto forma di attacco non al popolo ebraico o all'ebraismo ma allo Stato di Israele;  come spiega Sharansky, «nascondendosi dietro l'apparenza di "legittima critica a Israele", questo nuovo antisemitismo è molto più difficile da portare alla luce». In base al test si può analizzare un resoconto giornalistico, un editoriale, un'intervista, o anche una manifestazione di protesta e valutare se la critica che vi viene espressa oltrepassa il segno, secondo una delle 3 D.

### Delegittimazione
Il termine delegittimazione si riferisce qui alla negazione per il popolo ebraico del diritto all'autodeterminazione, ad esempio affermando che l'esistenza dello Stato di Israele nasce da un progetto su base razzista. Questo discrimina gli ebrei negando il loro diritto all'autodeterminazione come inteso dalla legge internazionale. Poiché ogni discriminazione contro uno specifico gruppo etnico, religioso, razziale o nazionale è considerato razzismo, la delegittimazione per il popolo ebraico riguardo all'autodeterminazione è da etichettarsi come razzismo, o antisemitismo nello specifico.
L'ex vice primo ministro della Svezia, Per Ahlmark, impegnato a combattere l'antisemitismo, ha scritto: «Paragonato alla maggioranza dei precedenti rigurgiti anti-ebraici, questo nuovo antisemitismo è meno frequentemente diretto contro singoli ebrei. Attacca invece primariamente la collettività ebraica, lo Stato di Israele, e tali attacchi suscitano secondariamente una reazione a catena di aggressioni nei confronti di singoli ebrei ed istituzioni ebraiche [...] nel passato gli antisemiti più pericolosi erano quelli che desideravano un mondo judenrein, privo di ebrei. Oggi i più pericolosi antisemiti sono quelli che desiderano un mondo Judenstaatrein, privo di uno Stato ebraico.» Irwin Cotler utilizza per descrivere il fenomeno della delegittimazione il termine "Political anti-Semitism".

### Doppio standard
La seconda D si riferisce all'applicazione di differenti schemi di principî in situazioni simili: se una persona critica Israele e non altri Paesi su determinati temi, scegliendo deliberatamente di ignorare azioni simili condotte altrove, sta adottando una condotta di doppio standard contro Israele. L'applicazione di una differente morale nei confronti di Israele e degli ebrei rispetto al resto del mondo, discrimina uno specifico gruppo, ed è quindi da considerarsi razzismo, ed antisemitismo. Argomenti simili sono stati portati da Thomas Freidman, che ha affermato che i campus statunitensi che evitano volutamente di avere partecipazioni in attività economiche israeliane, ignorando la situazione esistente in Siria, Arabia Saudita ed Iran, sono ipocriti ed antisemiti. Sulla medesima questione  Freidman ha anche scritto che «criticare Israele non è antisemitico, ed affermarlo è viltà. Ma additare singolarmente Israele all'obbrobrio e alla riprovazione internazionale - fuori da ogni proporzione con le altre parti in causa in Medio Oriente - è antisemitico, e prima ancora è disonesto». Anche Irwin Cotler pone l'accento sulla negazione per Israele di un'eguaglianza di fronte alla legge sull'arena internazionale in quanto atto di nuovo antisemitismo.

### Demonizzazione
L'ultima D è riferita alla raffigurazione di alcuni gruppi come malvagi, demoniaci, o satanici. L'Agenzia europea dei diritti fondamentali sostiene che l'antisemitismo «frequentemente accusa gli ebrei di cospirare contro l'umanità, ed è spesso utilizzato per incolparli delle cose che non vanno. Si esprime in discorsi, scritti, forme visive ed azioni, ed impiega sinistri stereotipi e tratti caratteristici negativi». Se la critica utilizza metafore, immagini, o artifici espressivi che implicano la malvagità di Israele o degli ebrei in quanto gruppo, si tratta nuovamente di una proiezione di retorica antisemita; un esempio può essere il propugnare la menzogna, la disumanizzazione, la demonizzazione o le immagini stereotipate riguardo agli ebrei in quanto tali o come collettività, principalmente, ma non esclusivamente, i miti circa la cospirazione ebraica per il controllo del mondo, o il controllo ebraico sui media, l'economia, i governi, o altre istituzioni sociali.

## Risposta
Jonathan Judaken scrive che «i criteri di demonizzazione, delegittimazione, e doppio standard per demarcare a che punto la critica ad Israele diventa giudeofobia sono un utile inizio, ma sono ancora evanescenti, e pongono dei problemi». Kenneth L. Marcus scrive che «Mentre il test 3D di Sharansky è utile in parte per la sua chiarezza mnemonica, ho obiettato in Jewish Identity and Civil Rights in America che manca di sufficiente rigore per essere applicato senza modifiche per scopi accademici o governativi».